# Kaginalli, Shikarpur
Kaginalli là một làng thuộc tehsil Shikarpur, huyện Shimoga, bang Karnataka, Ấn Độ.